# Штирцелбах
Штирцелбах (њем. Stürzelbach) општина је у њемачкој савезној држави Рајна-Палатинат. Једно је од 119 општинских средишта округа Алтенкирхен (Вестервалд). Према процјени из 2010. у општини је живјело 247 становника. Посједује регионалну шифру (AGS) 7132109.

## Географски и демографски подаци
Штирцелбах се налази у савезној држави Рајна-Палатинат у округу Алтенкирхен (Вестервалд). Општина се налази на надморској висини од 280 метара. Површина општине износи 1,8 km². У самом мјесту је, према процјени из 2010. године, живјело 247 становника. Просјечна густина становништва износи 140 становника/km².